# Santuario de la Virgen del Fresno
El Santuario de la Virgen del Fresno es uno de los santuarios de la zona central de Asturias más visitado a pesar de la dificultad de su acceso. Se trata de un sólido edificio de grandes proporciones hecho con bloques de piedra, también de gran tamaño. El emplazamiento privilegiado en la cima de un monte permite ver en días no muy brumosos el monte Naranco en cuya falda sur está situada la ciudad de Oviedo. En los días muy despejados se  pueden ver los montes del Sueve y también la parte más elevada de los Picos de Europa de la que dista unos 80 o 90 km.
Esta es una de las razones de que se celebren bodas religiosos todos los fines de semana durante seis o siete meses al año. También su capacidad es un atractivo más para realzar este sacramento a pesar de lo comentado de su difícil acceso. Desde la carretera de Oviedo-La Coruña N-634 y ascendidos un par de km desde  Grado hacia el  alto de la Cabruñana hay una desviación a la derecha donde está perfectamente señalizada la carretera a tomar y que solo es de asfalto un par de km. Las pendientes de la carretera van en aumento y cuando la carretera pasa a ser camino (caleya en asturiano) las rampas llegan a superar el 20% lo cual es un desafío para los cicloturistas de montaña ya que el acceso con bicicleta de carretera no es posible por el estado del firme.

## Emplazamiento

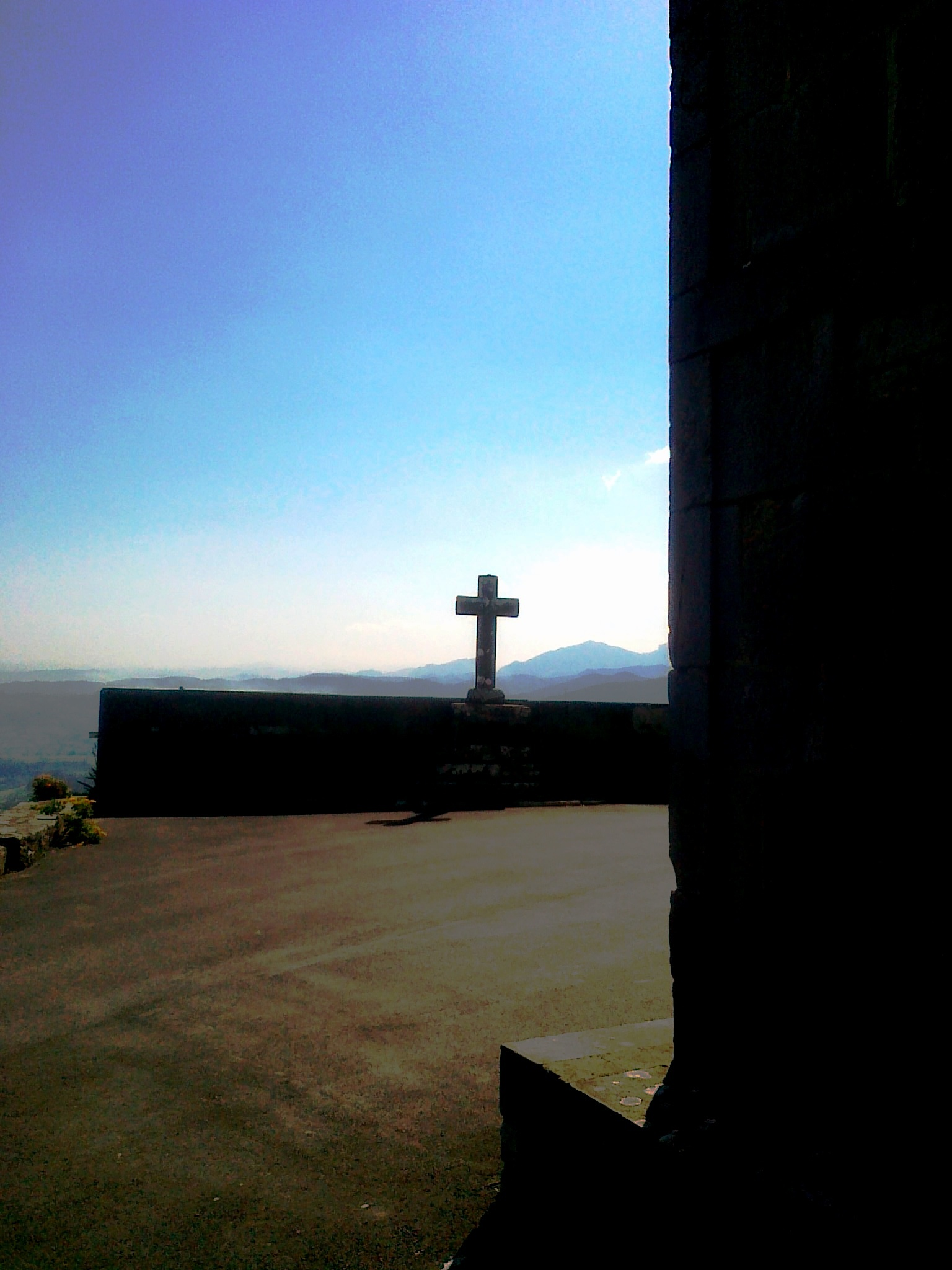
Gran crucero frente al Santuario.

El Fresno, «El Freisnu» en asturiano, es una parroquia del concejo de Grado en el Asturias y de la que dista unos cinco kilómetros. Está muy poco habitada y con densidad de población muy baja ya que tiene 127 habitantes en 7,86 km² según datos del INE de 2009 lo que da una densidad de población de 16,16 hab/km².
El santuario está ubicado en pleno Camino de Santiago, siguiendo la CN-632 de Grado, subiendo unos 5,5 km hacia el  Alto de la Cabruñana y a un kilómetro aproximadamente de este. De ahí que los historiadores del camino jacobeo estimen que pueda haberse iniciado su construcción en la Edad Media. El llamado «camino ortodoxo» jacobeo hacia El Fresno parte de  San Juan de Villapañada y quedan aún tres tramos empedrados.  El santuario se encuentra en un lugar llamado «Partido de los Montes», a unos cinco kilómetros de la villa de Grado. Sobre las cumbres de El Fresno destaca el alto picacho de «Esquiriz», donde se juntan los concejos de Grado y Salas y cuyas aguas van a parar a los ríos Cubia y Narcea respectivamente.  Una gran cruz de piedra junto al cementerio la cual tiene una inscripción ilegible es como un faro que dirige al peregrino o visitante al lugar donde parece ser que estuvo levantada la primera iglesia en el siglo IX. A su lado está el Santuario.  El Fresno está atravesada de norte a sur por la ruta romana del Camín Real de la Mesa, y de este a oeste por el Camino de Santiago.

## Historia
La vieja ermita estaba situada donde ahora se encuentra el cementerio y solo permanece en pie la espadaña que remata el templo que alberga la capilla de la «Virgen del Fresno» la cual está en el lado izquierdo del templo, reedificada en 1979. Hasta finales del siglo XIX el Fresno era una «hijuela» o vicaría de la parroquia de Santa Eulalia de las Dorigas y, por lo tanto, el capellán de esta parroquia o un vicario atendían el culto en el Santuario de la Virgen del Fresno.  Los vecinos de «El Fresno» deseaban tener una parroquia propia y gracias a su tenacidad, tuvieron la independencia en 1875, unos cien años más tarde de cuando empezaron a solicitarla. En 1876 se creó la Parroquia de  El Fresno.

## Estructura y arquitectura
El edificio original data del siglo XVI si bien se realizaron posteriormente una serie de reformas, principalmente en el siglo XVIII. El edificio es de los más complicados de la zona ya que lo más antiguo, que data de los siglos XVII y XIII tiene planta en forma de cruz latina muy alargada con brazos proporcionalmente más cortos de lo común, ábside cuadrado con una cubierta en bóveda de medio cañón, al igual que las cubiertas de los brazos. Tiene una cúpula circular pétrea y nave de dos tramos cubiertos por  bóvedas de arista estando separados los dos tramos de la nave por un arco. El santuario dispone de un nártex, zona que en las basílicas románicas era el atrio separado del resto de las naves por divisiones fijas, destinado a los penitentes y a los catecúmenos (no bautizados). Este tiene igual anchura que la nave principal, de planta prácticamente cuadrada y con tres accesos dando el cuarto lado acceso al templo. El nártex se eleva por encima de la nave en forma de torre, de tres pisos y planta cuadrada con  arcos de medio punto en su parte superior donde se sitúan las campanas. La zona que hace las funciones de sacristía puede que haya sido una pequeña ermita incorporada al templo pues tiene  espadaña y campana.
|                                                           |
| Vista de las fachadas al sur y occidente con átrio mayor. |

|                                                          |
| Fachada principal al sur con el crucero en primer plano. |

|                                                                   |
| Puerta principal con el arco del triunfo circular de medio punto. |

|                                   |
| Pequeño átrio y entrada oriental. |

|                                                                             |
| Actual sacristía que pudo ser pequeña ermita con espadaña y doble ventanal. |

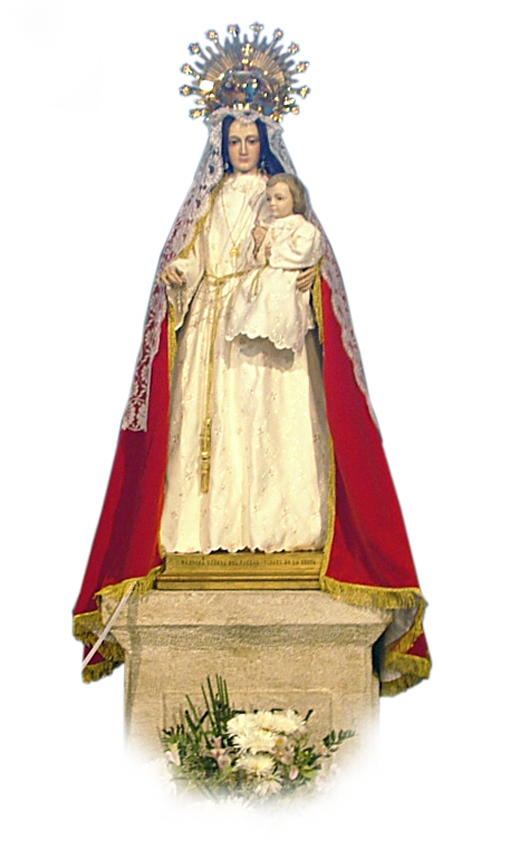
Imagen de la Virgen del Fresno

Dada su firme estructura, el santuario fue tomado y convertido en un fuerte militar por las tropas napoleónicas a principios del siglo XIX y al abandonarla lo incendiaron y no se volvió a reconstruir hasta el año 1870. Las dos capillas del crucero se levantaron avanzado el siglo XX. Durante la guerra civil sufrió también grandes desperfectos y la imagen fue destruida. Debido a que su emplazamiento está en un altozano, desde la torre del santuario se divisa la de la Catedral de Oviedo a pesar de que las separa una distancia de unos treinta kilómetros por lo que tiene un alto valor estratégico a efectos de contienda militar. Frente a la fachada principal y en un nivel inferior al crucero de la explanada está el cementerio donde, posiblemente, estuvo ubicada la ermita primitiva. Del interior del templo hay que destacar una imagen de  Cristo crucificado de gran devoción popular, el retablo de  estilo barroco, el altar mayor y un retablo de San Antonio del siglo XVII.
En 1936 fue saqueado el santuario y desapareció la primera imagen de la Virgen del Fresno. Hasta 1975 no se tuvo otra imagen, que es la actual, tallada en madera de cedro del Líbano y hecha en Madrid. La imagen es «de vestir», tiene al Niño Jesús en sus manos y un rosario entre los dedos.

## Fiestas, devociones y tradiciones
En siglos pasados, a los peregrinos que pasaban por el santuario los llamaban «los novenarios» ya que al quedarse varios días a descansar, cosa que hacían principalmente en la «Casa de las Novenas» aprovechaban para asistir a varios días de la novena previa a la fiesta. Como la afluencia era tal que no no cabían en ella, se alojaban en las casas de los vecinos, cosa que estos hacían de muy buen grado. Si se ocupaban todas las casas, que no eran muchas, pernoctaban en hórreos, paneras y tenadas.
En honor de la Virgen del Fresno se celebran dos festividades, una el 8 de septiembre y la otra el 28 del mismo mes precedida de una novena que tradicionalmente ha empezado a las cuatro de la tarde y llevaba el nombre de «Novena de San Miguel». El novenario se empezaba el 21 de septiembre y terminaba el 29, fiesta de los tres arcángeles Miguel, Gabriel y Rafael  cuyas imágenes de tipo barroco se veneran en la iglesia parroquial. Hay un folleto, «Novena a la Virgen del Fresno», del siglo XIX y de autor anónimo, muy difundido en la zona y que sirve de guía para hacer la novena. De él se destaca una oración, también de autor anónimo y de factura muy anterior al librito, poximadamente de finales del siglo XVII, que dice así: 

¡Oh, Virgen Santísima del Fresno! Conocedores de vuestra misericordia y obligados por los males que a diario nos afligen en este valle de lágrimas, levantamos los ojos hacia Vos, esperando confiadamente en vuestro auxilio. Sed para nosotros, oh, Virgen del Fresno, faro luminoso que nos guíe, ángel tutelar que nos defienda, báculo firme que nos sostenga, abogada y protectora que interceda por nosotros ante el Dios de las misericordias. Por nuestra parte detestamos nuestras culpas y os pedimos nos alcancéis perdón de ellas y las gracias que esperamos alcanzar en esta novena, si ha de ser para mayor gloria de Dios, honra vuestra y bien de nuestras almas. Amén.